# Toto Wolff
Toto Wolff, właściwie Torger Christian Wolff (urodzony 12 stycznia 1972 w Wiedniu) – austriacki dyrektor generalny i szef zespołu Formuły 1 Mercedes AMG Petronas Motorsport Formula One Team pochodzenia polsko-rumuńskiego, inwestor, a wcześniej kierowca wyścigowy austriackiej i niemieckiej Formule Ford oraz serii FIA GT Championship.

## Życiorys

### Młodość
Urodził się w rodzinie Polki i Rumuna, którzy poznali się i osiedlili w Wiedniu. Rodzina jego matki wyemigrowała z Częstochowy do Austrii w latach 60. XX wieku uciekając przed komunizmem. Otrzymał norweskie imię „Torger” oznaczające włócznia Thora. Jego ojciec zmarł na guza mózgu, gdy Toto Wolff był nastolatkiem. Matka była lekarką.
Uczęszczał do francuskojęzycznej szkoły, gdzie zainteresował się nauką języków obcych i ekonomią. Jego rodzina nie była zamożna, zaś w finansowaniu edukacji pomagał mu dziadek. Wolff mówi biegle w sześciu językach: niemieckim, angielskim, polskim, włoskim, francuskim i hiszpańskim.

### Pierwsze starty w wyścigach
Kariera Wolffa jako kierowcy wyścigowego przebiegała w dwóch częściach, zaś pierwsza z nich trwała około trzech lat. W 1989 roku, 17-letni Wolff zainteresował się wyścigami po obejrzeniu występu swojego przyjaciela Philippa Petera w wyścigu Niemieckiej Formuły 3 na torze Nürburgring, na który trafił wraz z innymi przyjaciółmi podczas podróży do Wiednia z Amsterdamu. Jak sam później przyznał, przed tym wydarzeniem nie miał żadnej wiedzy o motosporcie i „pójście do padoku w [przyp. tamtą] niedzielę zmieniło jego życie”. Niedługo później za zaoszczędzone pieniądze dołączył do szkoły wyścigowej Waltera Lechnera na Österreichring (obecnie Red Bull Ring), gdzie dostrzeżono jego talent. Występował w serii wyścigów Austriackiej i Niemieckiej Formuły Ford w latach 1992–1994, zwyciężył w Nürburgring 24 Hours w 1994 roku. Po tej wygranej, w maju 1994 roku, otrzymał zapytanie od swojego sponsora, czy byłby zainteresowany startem w Formule 1, zastępując w zespole Sauber innego sponsorowanego przez nich kierowcę, Karla Wendlingera, który doznał kontuzji po wypadku w Monako. Wolff przyznał, że wiedział, że jego kariera w Formule 1 nie byłaby udana ze względu na jego wysoki wzrost i wagę, dlatego odmówił tłumacząc im, że byłaby to „strata pieniędzy”. Wolff pomimo swojej dużej determinacji był świadomy, że nie ma odpowiednich warunków, aby zostać kierowcą wyścigowym, więc po wycofaniu się jednego z jego głównych sponsorów, który odciął się od sportów motorowych po tragicznych wypadkach Senny i Ratzenbergera, także zakończył karierę sportową. Następnie skupił się na swojej edukacji i rozpoczęciu kariery w biznesie.

### Edukacja i działalność biznesowa
Ukończył studia na Uniwersytecie Ekonomicznym w Wiedniu i przez kilka miesięcy pracował we wiedeńskim banku, zaś „jako stażysta trafił nawet do polskiego oddziału Raiffeisen w Warszawie”. 15 marca 1998 roku założył pierwszą własną firmę, Marchfifteen (w 2004 roku założył drugą firmę, Marchsixteen). Jego przedsiębiorstwo zajmowało się inwestycjami w średnie firmy przemysłowe i spółki giełdowe powstałe w latach 90. XX i działające w zakresie nowych technologii i Internetu. Na początku działalność ta polegała głównie na pośrednictwie Marchfifteen w znalezieniu inwestorów dla nowo powstałych spółek, gdyż Wolff nie miał własnego kapitału. W miarę rozwoju firmy okazało się, że inwestycje na rynku nowych technologii przynosiły wysoki zwrot, zaś lata później, spieniężenie jednego z pierwszych przedsięwzięć inwestycyjnych na rzecz Deutsche Telekom miało wynosić aż 30 mln euro. Jedną z jego inwestycji był także zakup udziałów w HWA AG, które zajmowało się rozwojem i budową samochodów Mercedes-Benz na potrzeby serii wyścigowej DTM oraz programem budowy silników Mercedesa dla Formuły 3. Wolff sprzedał te udziały w 2015 roku.

### Powrót do motorsportu
W 2002 roku Wolff został współwłaścicielem agencji kierowców wyścigowych wraz z dwukrotnym mistrzem świata Formuły 1 Miką Häkkinenem. W tym samym roku powrócił do czynnego udziału w wyścigach już jako uznany biznesmen, dla którego brak sponsora nie stanowił bariery. W 2002 roku wygrał jeden z wyścigów FIA GT Championship i zajął szóstą lokatę w klasyfikacji generalnej. W 2006 roku wraz z Philippem Peterem, czyli przyjacielem dzięki któremu zainteresował się wyścigami oraz Hansem-Joachimem Stuckiem i Dieterem Questerem wygrał 24-godzinny wyścig w Dubaju. W 2005 roku startował w jednej z rund mistrzostw świata, Rajdzie Niemiec, a także w Porsche Supercup, zajmując lokaty w środku stawki. W 2006 roku zdobył rajdowe wicemistrzostwo Austrii.
Ostatnim aktem jego zmagań za kierownicą samochodu wyścigowego był 2009 rok, kiedy to chciał pobić rekord toru Nürburgring w kategorii samochodów GT. Przed podjęciem wyzwania przestrzegał go sam Niki Lauda. Wolff pobił rekord, ale przy kolejnej próbie poprawienia go w jego aucie Porsche wybuchła opona i pomimo opuszczenia rozbitego auta o własnych siłach stracił przytomność i trafił do szpitala. Występ Wolffa spowodował wtedy nie tylko spełnienie celu jakim było pobicie rekordu toru, ale także dzięki niemu poznał swoją przyszłą żonę, Susie Stoddart, która w imieniu kierowców Mercedesa ścigających się w serii DTM wykonała do Wolffa telefon z zapytaniem o jego stan zdrowia po wypadku.

### Formuła 1
Wolff rozpoczął karierę w Formule 1 w 2009 roku, kiedy to został udziałowcem zespołu Williams F1. Trzy lata później, w lipcu 2012 roku został dyrektorem wykonawczym zespołu, jednocześnie posiadając 15% udziałów w Williamsie. Przywrócił zespół na nagłówki gazet za sprawą zwycięstwa w Grand Prix Hiszpanii 2012. Do dziś, to ostatnie zwycięstwo zespołu Williams w F1. Rok później odsprzedał część udziałów, zachowując 10%. 21 stycznia 2013 roku zmienił zespół i został dyrektorem wykonawczym w zespole Formuły 1 Mercedesa. Wolff został mianowany partnerem zarządzającym zespołu Mercedes F1 Team i nabył 30% udziałów zespołu wraz z innym współwłaścicielem, Nikim Laudą. Zajął się także programami sportowymi zarówno Formuły 1 jak i Formuły E. Pod koniec sezonu 2020 Formuły 1 ogłoszono, że Wolff, obok firmy INEOS i Daimler AG został jednym z trzech udziałowców zespołu Mercedes przy jednoczesnym zachowaniu dotychczasowego stanowiska szefa zespołu i dyrektora generalnego do co najmniej 2023 roku. W 2020 roku nabył również niewielki pakiet udziałów w Aston Martin F1.
W latach 2014–2021 zespół Formuły 1 Mercedes AMG Petronas Motorsport Formula One Team zdobył osiem tytułów mistrzowskich w klasyfikacji konstruktorów, zaś jego kierowcy siedmiokrotnie zdobywali tytuł mistrzowski w klasyfikacji kierowców.

### Życie prywatne
Jego pierwszą żoną była Stephanie, kuzynka Nikiego Laudy, z którą ma syna Benedicta i córkę Rosę. W październiku 2011 roku poślubił Szkotkę Susie (z domu Stoddart), która była kierowcą wyścigowym, a następnie dyrektorem wykonawczym w zespole Venturi Racing w Formule E. Para poznała się tuż po wypadku Wolffa na torze Nürburgring w 2009 roku. 10 kwietnia 2017 roku na świat przyszedł ich syn Jack.